# Vilșanka, Bârzula
Vilșanka (în ucraineană Вільшанка) este un sat în comuna Savran din raionul Bârzula, regiunea Odesa, Ucraina.

## Demografie
Componența lingvistică a comunei Vilșanka
     Ucraineană (97,78%)
     Rusă (1,82%)
     Alte limbi (0,3%)
Conform recensământului din 2001, majoritatea populației comunei Vilșanka era vorbitoare de ucraineană (97,78%), existând în minoritate și vorbitori de rusă (1,82%).